# Fußball Manager
Die Fußball-Manager- oder FIFA-Manager-Reihe (kurz: FM, Eigenschreibweise: Fussball Manager) ist ein Fußball-Manager von EA Sports für den PC, dessen Weiterentwicklung zum 23. November 2013 eingestellt wurde. Der erste Teil der Computerspielserie war der Fußball Manager 2002, der im Jahr 2001 veröffentlicht wurde. Im Zeitraum von 2002 bis 2013 erschien jedes Jahr ein weiterer Teil, die letzte Ausgabe war der Fußball Manager 14.
Bereits 1997 veröffentlichte Electronic Arts mit dem FIFA Soccer Manager ein Fußball-Manager-Spiel. In den folgenden drei Jahren wurde eine Spielereihe mit Bundesliga-Lizenz angeboten, diese vier Spiele können als Vorläufer der späteren Fußball-Manager-Reihe angesehen werden.

## Hersteller
Herausgegeben werden die Spiele der Fußball-Manager-Reihe vom US-amerikanischen Softwarehersteller Electronic Arts unter dem Label EA Sports. Entwickelt wurde das Spiel von 2001 bis zum FM 06 vom deutschen EA-Sports-Entwicklungsstudio in Köln, ab 2004 teilweise auch in Kanada. Im Januar 2006 gründeten Mitglieder des EA-Sports-Entwicklerteams das Entwicklungsstudio Bright Future, wodurch ab März 2006 die gesamte Entwicklung nach Deutschland verlagert wurde.

## Spielprinzip
Im Fußball Manager geht es darum, einen Verein seiner Wahl möglichst an die Fußballspitze zu führen. Dazu muss man als Trainer und Manager in Personalunion die Geschicke seines Vereins möglichst gut leiten.
Hierzu zählen unter anderem
- den Trainingsplan der Mannschaft festzulegen
- Spieler auf dem Transfermarkt zu kaufen oder zu verkaufen
- Stadien sowie das Vereinsgelände auszubauen
- mit Sponsoren über Werbeverträge verhandeln
- Übernahme von Jugendspielern
- Aufstellung und Taktik

## Vorläufer

### FIFA Soccer Manager
- Release-Datum: 26. Juni 1997
- erste Fußball-Management-Simulation von Electronic Arts.[3]

### Bundesliga 99 – Der Fussball-Manager
- Release-Datum: 8. Dezember 1998
- inklusive Bundesliga Lizenzrechte für die Saison 1999[4][5][6]

### Bundesliga 2000 – Der Fussball-Manager
- Release-Datum: 9. Februar 2000
- inklusive Bundesliga Lizenzrechte für die Saison 2000
- Wertung des Spielemagazins GameStar: 74 %[7]

### Fussball Manager: Bundesliga 2001
- Release-Datum: 14. September 2000
- Die 3D-Grafik wurde aus Bundesliga Stars 2001 übernommen, die Spieler sind gut dargestellt und die Stadien originalgetreu nachgebildet[8]
- Wegen fehlender Spieltiefe vergab spieletipps eine Wertung von 70 %, GameStar von 72 %.[8][9]

## Fußball Manager Versionen

### Fußball Manager 2002
Einige Spieleentwickler, ebenso der Anstoss-3 Konzeptautor und Projektleiter Gerald Köhler mit seinem leitenden Programmierer Rolf Langenberg vom Softwareentwickler Ascaron, der die Anstoss-Reihe herausbrachte, wurden für die Entwicklung des FM angeworben.
- Release-Datum: 9. Oktober 2001
- erster Teil der neu aufgelegten Spielereihe von EA, welche von nun an „Fußball Manager …“ heißt.
- Privatleben wurde eingeführt
- Wertungen:[10]
  - PC Games: 86 %
  - PC Action: 86 %
  - GameStar: 72 %

Es ist möglich, das Spiel als Textmodus anzeigen zu lassen oder virtuelle Spielpartien im 3D-Modus (FIFA-Engine) zu beobachten.
Das Besondere an dem Spiel war zu der Zeit die Lizenzierung zahlreicher Ligen, durch die es EA erlaubt war, originale Spielernamen, Vereinsnamen und Vereinslogos dieser Ligen zu verwenden. Des Weiteren gab es die Möglichkeit, die Daten der Spieler und Ligen mit einem Editor zu verändern, um z. B. Änderungen in der Bundesliga ins eigene Spiel zu übernehmen.

### Fußball Manager 2003
- Navigationsmenü wurde durch interaktives Büro optisch verändert
- der Kicker wurde ins Spiel eingebaut, der nach einem Spiel das Wichtigste des jeweiligen Spieltags zusammenfasst und auch über andere Neuigkeiten berichtet
- die Grafik von FIFA Football 2002 wird übernommen
- eigene Musik kann ins Spiel eingebunden werden
- Ausgeliefert wird das Spiel mit 45 Ligen aus 23 Ländern (einige mit Lizenzen)

### Fußball Manager 2004
Für das 3D-Spiel wird erstmals die neue FIFA-2004-Engine in das Spiel eingebaut. Neu hinzugekommen ist die Football Fusion, durch die es möglich ist, das Team im FM zu managen und danach die Daten in FIFA Football 2004 zu exportieren und dort das Team während des Spiels direkt zu steuern. Hierdurch werden die Möglichkeiten beider Spiele kombiniert. Um die Funktion nutzen zu können, benötigte man aber beide Spiele von EA. Neben dem Managen eines Vereins ist es seit dem FM 2004 auch möglich, eine Nationalmannschaft zu übernehmen. Außerdem kann man einmal monatlich eigene Trainingseinheiten abhalten und in „Echtzeit“ bestimmen, welche Übungen die Spieler zu absolvieren haben.
Es kann auch vorkommen, dass man während des Spiels eine Mission angeboten bekommt, um beispielsweise für kurze Zeit zu einem anderen Verein zu wechseln, um diesen vor dem Abstieg zu bewahren.

### Fußball Manager 2005
Mitgeliefert wird eine Datenbank mit 48 spielbaren Ligen aus 28 Ländern. Sollten einem die mitgelieferten Vereine nicht ausreichen, ist es möglich, einen eigenen Verein zu gründen. Dieses Feature ist als Create a Club (CaC) bekannt. Zu diesem Zweck sind mehrere tausend Städte und Dörfer eingefügt worden, in denen der Verein gegründet werden kann. Zudem gibt es die Möglichkeit, weitere Ortschaften mit Hilfe der Koordinaten einzufügen. Es ist allerdings nur möglich, den eigenen Verein am Beginn eines Spieles zu gründen. Der in den Vorgängerversionen vorhandene private Bereich wurde aus dem FM genommen, weil er angeblich veraltet und noch kein neuer entwickelt worden war.

### Fußball Manager 06
Im FM 06 kann das Create-a-Club-Feature nun jedes Jahr genutzt werden, wobei das Privatvermögen, welches man in den Jahren zuvor angesammelt hat, als Startkapital des eigenen Vereins dient. Ein neues Stärkesystem zeigt die Fähigkeiten von Spielern von 0 bis 108 an (zuvor 0 bis 20). Des Weiteren wird dieses Stärkesystem nun auch anders berechnet. Ein weiteres Feature, die Football-Fusion, wurde wieder aus dem Spiel entfernt, da es Probleme mit der Kompatibilität der Daten gab, die vom FM zu FIFA Football übertragen wurden.
EA hat für diese Version 68 Ligen aus 39 Ländern in das Spiel eingebunden. Zudem stehen dem Fußball Manager 06 die Bilder von Spielern vieler europäischer Länder – u. a. Deutschland, England, Spanien, Italien und Belgien – zur Verfügung. Dies ist ein Feature, welches in den früheren FM-Versionen nur durch Datenbank-Updates von Fan-Communitys genutzt werden konnte. Dort erschienen zudem regelmäßig neue Spielerbilder, so dass viele europäische Spitzenligen nahezu komplett mit Spielerbildern ausgestattet sind.
Nach dem Spiel erscheint nun nicht mehr eine Zeitung, sondern eine Website, die die wichtigsten Details des Spieltages zusammenfasst. Helfen bei der nachträglichen Analyse eines Spieles soll das Match-Analyse-Tool (MAT), das einige detaillierte Statistiken über das jeweilige Spiel aufführt; zum Beispiel liefert es die Laufstrecken und Ballkontakte eines jeden Spielers auf dem Feld.

### Fußball Manager 07
Der FM 07 beinhaltet wieder den von vielen Spielern vermissten privaten Bereich. Am Spielstart kann jetzt die eigene Familie editiert werden. Der Bereich der Luxusobjekte wurde für die Spieler und Fanseiten geöffnet, so dass diese ab diesem Jahr beliebig viele eigene Objekte zum Spiel hinzufügen können. Außerdem kehrten viele weitere Features ins Spiel zurück. So können z. B. 3D-Spiele wieder abgebrochen werden oder alternativ zu den originalen 2D-Spielerbildern auch 3D-Spielergesichter angezeigt werden. Zudem kamen viele neue Spielerfotos zurück (u. a. fast alle Spieler aus der österreichischen Bundesliga).
Es wurden sehr viele Statistiken hinzugefügt, die es bereits im Fußball Manager 2005 gab. Insgesamt stehen 57 verschiedene Statistiken zur Verfügung, gegenüber dem Vorjahr eine Steigerung um den Faktor 2,5. Erstmals in der Fußball-Manager-Geschichte kann man auch einen Spieler selbst steuern. Außerdem wurden neuerdings Kooperationsverträge möglich. So kann man von anderen Vereinen beispielsweise Spieler kaufen oder man selbst bekommt Geld für Verkäufe. EA Sports konnte erstmals auch die Lizenzen für die deutschen Regionalligen, die Challenge League der Schweiz und die 1. türkische Liga (Süper Lig) erwerben. Der Vereinsgelände-Modus wurde grundlegend erneuert und nun im Stil von SimCity aufgebaut. Dazu gibt es rund 100 verschiedene Gebäude und Dutzende Möglichkeiten zur Landschaftsgestaltung (Mauern, Hecken etc.).
Im FM 07 wird die Einbindung von Trikots, Wappen und Spielerbildern ins Spiel gegenüber zurückliegenden FM-Versionen deutlich einfacher und kann auch nachträglich vorgenommen werden. Weiterhin ist es jetzt auch möglich, Manager-, Präsidenten- und Stadionbilder ins Spiel zu integrieren.
Da man aus den früheren Fußball-Manager-Teilen gelernt habe, gab das Team von Bright Future vor, nun stärker daran zu arbeiten, Bugs zu finden und auszumerzen. Dazu wurden alle Bugs aus dem Vorjahr in einem Thread des Forums gesammelt.

#### Fußball Manager 07: Verlängerung
Am 22. Februar wurde das Add-On Verlängerung veröffentlicht. Das neueste Feature der Verlängerung ist die Möglichkeit, als Spielertrainer aktiv am Erfolg der Mannschaft teilzuhaben. Dafür muss man zu Beginn seinen 3D-Kopf erstellen und seine Stärke und sein Talent verteilen. Wie viele Stärkepunkte man zu Beginn hat, hängt von der allgemeinen Mannschaftsstärke ab.
Ein weiteres Feature sind die „Auf- und Abwertungsrunden“. Zu Beginn der Saison, in der Winterpause und am Ende der Saison werden Spieler zusätzlich auf- oder abgewertet. Diese Wertung basiert auf Zufriedenheit, Ergebnissen vergangener Spiele und Verletzungen. Außerdem wurden neue Originalstadien in das Spiel eingebaut und die Datenbank überarbeitet. Auch das 3D-Gameplay wurde verbessert. Zu Verlängerung erschien einige Zeit nach Release ein Patch, der einen Absturz beseitigt, der durch den Bau von zu vielen Jugendcamps durch die Computervereine auftrat.
Bright Future bestätigte, dass alle Features von Verlängerung auch im FM 08 enthalten sein werden.

### Fußball Manager 08
Das Veröffentlichungsdatum für den FM08 war der 30. Oktober 2007, in Österreich wurde das Spiel größtenteils erst ab dem 2. November verkauft. Erstmals war es auch in der deutschen Version des Spiels möglich, das Talent bzw. die Stärke der Spieler, die nicht dem eigenen Verein gehören, zu verdecken. Dabei galt: Je niedriger die Liga, desto weniger Infos über den Spieler bekommt man. Dies zog auch ein völlig neues Scouting-System mit sich. Der 3D-Modus und die KI wurden für diesen Teil nochmals deutlich überarbeitet. Aus Vorgängern bekannte Probleme im 3D-Modus wurden behoben, aber auch grafisch gab es Modifikationen. Die Engine ist jedoch die gleiche wie in den letzten Versionen.
Der Fußball Manager 08 erschien Mitte Januar 2008 zusätzlich für Smartphones.

### Fußball Manager 09
Der FM09 erschien am 30. Oktober 2008. Die größten Änderungen sind die Umstellung großer Teile der Grafikengine auf die des Spiels FIFA 09, ein neuartiger Textmodus, der einem Liveticker ähneln soll, ein umfangreicherer Mitarbeiterbereich, sowie ein optional helleres Design. Außerdem wurde von Bright Future angekündigt, dass es kein Add-on wie beim Fußball Manager 07 geben werde, sondern alle Updates kostenlos sein würden.
In Deutschland verkaufte Spiele zeigen auf dem Cover den Trainer der deutschen Fußballnationalmannschaft, Joachim Löw.

### Fußball Manager 10

Das Logo des Fußball Manager 10
(Ausgabe für Deutschland)

Der FM10 erschien am 29. Oktober 2009. Ab diesem Jahr wurde das Produkt für den Schweizer Markt nicht mehr als Fußball Manager, sondern FIFA Manager vermarktet. Erstmals gab es einen Online-Modus, in dem sich bis zu acht Spieler kostenlos miteinander messen können. Insgesamt wurden über 400 große und kleine Veränderungen integriert. Der 3D-Modus wurde noch einmal deutlich überarbeitet.
In Deutschland zeigte das Cover den Trainer der TSG 1899 Hoffenheim, Ralf Rangnick. Die Schweizer Ausgabe zeigt einen Manager in der Rückenansicht, der auf das Spielfeld schaut.
Am 2. Juni 2010 erschien das fünfte Update. Es handelte sich um das Update zur Fußball-Weltmeisterschaft 2010 in Südafrika, worin man in einem neuen Spielmodus eine beliebige Nationalmannschaft durch die Weltmeisterschaft führen kann.
Der Online-Modus für FM10 wurde am 8. Februar 2011 eingestellt.

### Fußball Manager 11

Logo des Fußball Manager 11
(Ausgabe für Deutschland)

Der FM11 erschien am 28. Oktober 2010. Am 12. August 2010 wurde bekannt gegeben, dass für den deutschen Markt Felix Magath, der Trainer vom FC Schalke 04, auf dem Cover abgebildet sein wird. Er ist damit der Erste, der zwei Mal dort auf dem Cover zu sehen war.
Die Schweizer Ausgabe des FIFA Managers zierte Ciriaco Sforza.
Wesentliche Neuerungen sind u. a. ein komplett überarbeitetes Stärkesystem, durch das die Spielerstärke nun für jede Position einzeln festgelegt werden kann und zudem die Erfahrung des Spielers eine größere Rolle spielt (Spieler mit wenig Erfahrung bekommen einen Abzug ihrer Stärkewerte, wohingegen Spieler mit großer Erfahrung einen Bonus bekommen). Spielertransfers können nun bereits im Voraus besser geplant werden, indem man den Spieler über die Presse lobt oder mit ihm Vorgespräche führt. Außerdem wurde das Taktik-Menü überarbeitet, wodurch das Einstellen der Taktik vereinfacht werden soll.
Ebenfalls neu ist die Einführung so genannter Premium Services. Über den EA Store konnten vier zusätzliche Funktionen für jeweils etwa 5 € erworben werden. Es handelte sich dabei um eine Live Season genannte Funktion, durch welche die Datenbank wöchentlich aktualisiert wurde und man somit zu jedem beliebigen Zeitpunkt der Saison ins Spiel einsteigen konnte, Team Control, das die Steuerung aller Spieler im 3D-Modus erlaubt (standardmäßig kann nur ein bestimmter Spieler selbst gesteuert werden), ein Premium Online Account, der zusätzliche Funktionen im Online-Modus zugänglich machte, sowie ein Fan Pack, das zusätzliche Spielerbilder und Grafiken beinhaltet.
Der Fußball Manager 11 war in drei Versionen erhältlich: Neben der Standard-Version gab es auch eine Jubiläums-Edition zur Feier des zehnjährigen Jubiläums der Serie, die zusätzlich ein Buch mit Hintergrund-Informationen zur Geschichte der Reihe sowie Tipps enthielt. Außerdem waren der Premium Online Account und das Fan Pack bereits enthalten. Darüber hinaus war nur per Download auch eine Special Edition erhältlich, die alle vier Premium Services enthielt.
Im Test von Looki erhielt der Fußball Manager 11 eine Wertung von 85 Prozent. Zwar wurde bemängelt, dass er insgesamt wenig Neuerungen bietet und viele Bugs enthalte. Gelobt wird der Nachfolger aber aufgrund seines Anspruchs und seiner allgemeinen Ausgereiftheit.

### Fußball Manager 12

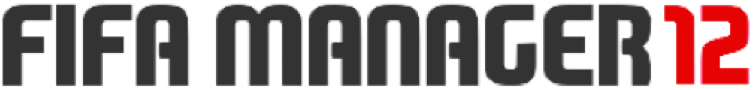
Logo des Fußball Manager 12
(International)

Der Fußball Manager 12, bzw. FIFA Manager 12, erschien im deutschsprachigen Raum am 20. Oktober 2011. Auf dem deutschen Cover ist Thomas Tuchel, der Trainer des 1. FSV Mainz 05 abgebildet, auf dem Schweizer Cover Murat Yakin, zu diesem Zeitpunkt Trainer des FC Luzern.
Beim FM 12 wurde der Schwerpunkt auf den Offline-Modus gelegt und 700 neue Features und Verbesserungen eingebaut. Das 3D-Spiel wurde komplett überarbeitet und die KI neu programmiert, was sich besser im Bezug zu beispielsweise Auswechslungen und Taktik der gegnerischen KI-Manager auswirkt.
Außerdem gibt es ein neues Vereinsgelände mit 25 Gebäuden mit insgesamt 289 Ausbaustufen; Gebäude altern auch und müssen von Zeit zu Zeit renoviert werden.
Der Finanzbereich wurde erweitert, wo nun im Sponsoring auch zwischen Haupt-, Premium-, Neben- und lokalen Sponsoren unterschieden wird, was die finanziellen Unterschiede zwischen Topvereinen und kleineren Vereinen zeigen soll. Eine weitere große Neuerung ist die Kaderanalyse, die das Team nach gewählten Spielsystemen analysiert und z. B. Verkäufe von perspektivlosen Spielern anregt oder auf eine schwach besetzte Position in der Mannschaft hinweist. Da auch KI-Manager dieses Tool benutzen, agieren sie nun realistischer auf dem Transfermarkt. Es steht auch wieder der klassische Textmodus zur Verfügung, der den Spielaufbau/Angriff einer Mannschaft Schritt-für-Schritt zeigt.
Zum ersten Mal arbeiteten die Entwickler mit der Community zusammen, um neue Spielinhalte einzufügen. Die Aktion „Dein Feature!“ brachte viele kleine Neuerungen, wie z. B. die Ansprache vor dem Spiel. Nach Abstimmungen gingen zwölf Funktionen hervor. Der Online-Modus wurde nicht erweitert, allerdings sind alle Premium Features aus dem vergangenen Jahr für alle Spieler verfügbar.

### Fußball Manager 13

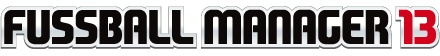
Logo des Fußball Manager 13
(Ausgabe für Deutschland)

Am 31. Mai 2012 wurde der Fußball Manager 13 offiziell angekündigt. Er erschien am 25. Oktober 2012. Auf dem Cover sowohl der deutschen wie auch der Schweizer Ausgabe ist der Schweizer Trainer Lucien Favre, zu diesem Zeitpunkt Trainer von Borussia Mönchengladbach, abgebildet. Zu den grundlegenden neuen Funktionen zählten unter anderem die Team-Dynamik, eine frei konfigurierbare Menüleiste, individuelle Spielerziele, Entscheidungssituationen im Textmodus, neue Planungs-Tools, sowie ein neuer Halbzeit-Bereich und Verbesserungen im 3D-Spiel. Die Basisauflösung des Spiels wurde von 1024 × 768 auf 1280 × 1024 erhöht, um ein noch intensiveres Spielerlebnis zu bieten.
Auch in diesem Jahr wurde wieder die Aktion Dein Feature! durchgeführt, bei der Fans ihre eigenen Ideen einbringen konnten. So kamen unter anderem die Rückkaufoption und das direkte Weiterverleihen ins Spiel. Auch das Spielerentwicklungs-Tool und ein Übersichtsbildschirm über kommende Ereignisse wurde von der Community gewünscht.
Das Spiel erhielt gemischte Wertungen. Zwar wurden der große Umfang und die Komplexheit gelobt, allerdings erzeugten die abermals zahlreichen Bugs, die teilweise irrational handelnde KI, nicht nachvollziehbare Auswirkungen der Spielmechaniken und die nur wenigen und unwesentlichen neuen Funktionen sowie die unzureichende Implementierung selbiger zahlreiche Kritik. Zudem wurde angemerkt, dass die Spiel-Engine mittlerweile stark veraltet sei.

### Fußball Manager 14

Logo des Fußball Manager 14
(International)

Fußball Manager 14 erschien am 24. Oktober 2013. Es handelt sich dabei um eine so genannte Legacy-Edition, die neben einigen kleineren Änderungen nur eine aktualisierte Datenbank enthält und sonst mit dem Vorgänger Fußball Manager 13 identisch ist, wobei der Umfang der Lizenzpakete gegenüber der Vorversion verkleinert wurde. Von Fans und der Fachpresse wurde dies mehrfach als „Abzocke“ oder „Update zum Fast-Vollpreis“ bezeichnet. Erstmals gab es auf dem deutschen Cover der Spieleverpackung keinen Trainer zu sehen, sondern die Meisterschalen der Ersten und Zweiten Bundesliga.
Am 23. November 2013 wurde in einen offenen Brief von Gerald Köhler auf der offiziellen Website des FM bekannt gegeben, dass die Serie komplett eingestellt wird und es keine weiteren Patches und Updates für den Fußball Manager 14 geben wird. Bekannte Bugs und Abstürze wurden nicht behoben. Gründe für die Einstellung waren unter anderem, dass der FM an einem Punkt gewesen sei, an dem eine neue Engine und eine entsprechende Online-Technologie nötig gewesen wären, und der generelle Trend ohnehin in Richtung Online- und mobilen Technologien gehen würde. Die offizielle Website wurde entfernt und das Spiel verschwand aus dem Origin-Store. Später erklärte Gerald Köhler in einem Interview, dass die Entscheidung bereits von EA Sports in Kanada noch vor dem Fußball Manager 13 getroffen wurde und Bright Future gerne in vollem Umfang weitergemacht hätte.

## Cover
Während das internationale Cover seit der Umbenennung 2006 in FIFA Manager neutral gehalten ist, ziert die Spieleverpackung (DVD-Box) in Deutschland seit 2002 jedes Jahr ein bekannter Manager und/oder Trainer, der in der Vorsaison besonders große Erfolge mit seinem Verein feiern durfte. Ein ähnliches Konzept existiert seit 2010 für den Schweizer Markt. Während bis dahin die deutschen Cover und der Name Fußball Manager übernommen wurden, produzierte EA seither ein eigenes Cover für die deutsche und französische Schweiz unter dem Namen FIFA Manager und bildet ab 2011 Schweizer Trainer ab.

### Deutschland
Zu Beginn der Serie war es Rudi Assauer, ein Jahr später Lothar Matthäus und 2004 der damalige Leverkusener Manager Reiner Calmund. 2005 war Trainer Felix Magath von Bayern München auf dem Cover und 2006 das Werder-Bremen-Duo Klaus Allofs und Thomas Schaaf zu sehen. 2007 war der Ex-HSV- und Ex-BVB-Trainer Thomas Doll das „Cover-Model“. Für den FM 08 wurde Hans Meyer, ehemals Trainer beim 1. FC Nürnberg, als Covermodel verpflichtet. Auf dem Cover des Fußball Manager 09 war mit Joachim Löw zum ersten Mal ein Bundestrainer zu sehen. Das Cover von 2010 schmückte Ralf Rangnick, der damalige Trainer des deutschen Bundesligisten TSG 1899 Hoffenheim. Auf dem FM 11 ist wie schon 2005 Felix Magath zu sehen, der damit die erste Person ist, die zweimal auf dem Cover war. Auf dem Cover des im Oktober 2011 erschienenen FM 12 ist Thomas Tuchel vom 1. FSV Mainz 05 zu sehen. Auf dem Cover des FM 13 war Lucien Favre, Trainer von Borussia Mönchengladbach, abgebildet.
Auf dem Fußball Manager 14 wurde erstmals kein Trainer dargestellt, sondern die Meisterschalen der Ersten und Zweiten Bundesliga.

### Schweiz
Für 2010 war ein Trainer in der Rückenansicht abgebildet. 2011 wurde Ciriaco Sforza als Coverbild für die deutsche und französische Schweiz ausgewählt, 2012 folgte ihm Murat Yakin, 2013 zierte wie in Deutschland der Schweizer Trainer Lucien Favre das Cover.

### Übersicht
| Jahr | Coverbild Deutschland            | Funktion zum Zeitpunkt des Erscheinens | Coverbild Schweiz        | Funktion zum Zeitpunkt des Erscheinens | Coverbild international | Funktion zum Zeitpunkt des Erscheinens |
| ---- | -------------------------------- | -------------------------------------- | ------------------------ | -------------------------------------- | ----------------------- | -------------------------------------- |
| 2002 | Rudi Assauer                     | Manager FC Schalke 04                  | –                        | –                                      | keine Veröffentlichung  | keine Veröffentlichung                 |
| 2003 | Lothar Matthäus                  | Trainer FK Partizan Belgrad            | –                        | –                                      | Bobby Robson            | Trainer von Newcastle United           |
| 2004 | Reiner Calmund                   | Manager Bayer 04 Leverkusen            | –                        | –                                      | Martin O’Neill          | Trainer von Celtic Glasgow             |
| 2005 | Felix Magath                     | Trainer FC Bayern München              | –                        | –                                      | José Mourinho           | Trainer FC Chelsea                     |
| 2006 | Klaus Allofs, Thomas Schaaf      | Manager SV Werder Bremen, Trainer      | –                        | –                                      | –                       | –                                      |
| 2007 | Thomas Doll                      | Trainer Hamburger SV                   | –                        | –                                      | –                       | –                                      |
| 2008 | Hans Meyer                       | Trainer 1. FC Nürnberg                 | –                        | –                                      | –                       | –                                      |
| 2009 | Joachim Löw                      | Bundestrainer                          | –                        | –                                      | –                       | –                                      |
| 2010 | Ralf Rangnick                    | Trainer TSG 1899 Hoffenheim            | Trainer in Rückenansicht | –                                      | –                       | –                                      |
| 2011 | Felix Magath                     | Manager und Trainer FC Schalke 04      | Ciriaco Sforza           | Trainer Grasshopper Club Zürich        | –                       | –                                      |
| 2012 | Thomas Tuchel                    | Trainer 1. FSV Mainz 05                | Murat Yakin              | Trainer FC Luzern                      | –                       | –                                      |
| 2013 | Lucien Favre                     | Trainer Borussia Mönchengladbach       | Lucien Favre             | Trainer Borussia Mönchengladbach       | –                       | –                                      |
| 2014 | Meisterschale 1. & 2. Bundesliga | –                                      | –                        | –                                      | –                       | –                                      |

## Veröffentlichungen zum Spiel
Im April 2008 wurde von den Entwicklern ein Blog gestartet, der Interessierte über die Entwicklungen zum FM 09 und einige Hintergrundinformationen zum Entwicklerteam auf dem Laufenden halten soll. Zusätzlich gibt es auf der Homepage seit April 2008 den FM Interaktiv, eine monatlich erscheinende Internetzeitschrift, die sich mit dem Entwicklerteam, den verschiedenen Fanseiten und dem Fußball Manager beschäftigt. Auch ein extra Twitter-Account wurde angelegt. Die Veröffentlichungen sind allerdings unregelmäßig und zeitweise auch inaktiv.

## Editierszene
In der FM-Fangemeinde hat sich über die Jahre hinweg eine große Editierszene gebildet, die es sich zum Ziel macht, mehr Realismus ins Spiel zu bringen und dies unter anderem durch das Erstellen von neuen Ligen, Wappen, Trikots, Spielerbildern sowie Modifizierungen des Gameplays bewerkstelligt. Auf vielen internationalen Fanseiten findet man Eigenprodukte zum kostenfreien Download. Die bereits von EA (ab FM07 Bright Future) erstellten Länder werden dabei durch Erweiterung im Ligenbaum und mithilfe eines internationalen Fanseitennetzwerks erweitert. Mit dem FM 2006 wurden auch Spielerbilder immer beliebter, da jeder Spieler ohne Spielerbild durch die verpasste Widmung EAs ein monotones graues Bild im Profil hat (für den FM07 geändert). Dies führt dazu, dass jeder Spieler nach etwa 15 Jahren Spieldauer gleich aussieht. Bei einer deutschen Fanseite erschien ein „Spielerbilder League Patch“, der über 4.000 Spielerbilder für den Fußball Manager 2007 enthält und bisher einmalig ist. Eine andere deutsche Fanseite hat beispielsweise für den FM11 mittlerweile 100 Spielerbilderpakete herausgebracht, welche meistens die Spielerbilder vom kompletten Kader eines bestimmten Vereins enthalten. Ebenfalls an Popularität zugenommen haben so genannte NADL-Datensätze (Namen-Aus-Denk-Ligen).
Es wurden zudem von diversen Fanseiten eine Art „MegaPatch“ veröffentlicht, der alle im Spiel enthaltenen Länder freischaltet und zu jedem Land eine Liga mit originalen Vereinsdaten und Wappen erstellten.
Bright Future unterstützt die Editierer für den FM 07 durch einen speziell optimierten Editor, mit dem sich z. B. Teams für NADL-Datensätze mit wenigen Mausklicks erzeugen lassen. Mit dem Editor können auch z. B. Spielerwechsel in den FM eingefügt werden. Zudem gibt es für den Fußball Manager 07 erstmals einen Editor für „Stimmen zum Spiel“.
Der Editor wurde im FM 07 nach mehreren Jahren wieder mit dem Spiel mitgeliefert, bei älteren Versionen konnte man ihn auf zahlreichen Fanseiten herunterladen. Er ist seitdem bei jedem Teil der Serie enthalten.
Nach der Einstellung des Spiels haben sich die Editierer von FM-Zocker dazu entschieden, das Spiel weiter zu unterstützen. Es wurde erreicht, das Startdatum zu verändern, und so wird noch heute das Spiel täglich aktuell gehalten. Nebst angepasstem Startdatum und aktualisierten Spielerkadern enthält die jährlich erscheinende Modifikation auch Wappen und Spielerbilder zahlreicher Ligen, die im Originalspiel nicht lizenziert sind. Darüber hinaus wird jedes Jahr das Menü-Design angepasst, um grafisch für mehr Abwechslung zu sorgen.

## Managerstorys
Vor einigen Jahren hat sich eine eigene Untercommunity entwickelt, die Managerstory-Community. Der Sinn einer Managerstory liegt darin, die Erlebnisse des FM aus der Perspektive eines Trainers, selten auch aus der eines Spielers, zu schildern. Leser geben der Story Feedback und Verbesserungsvorschläge.
Seit Anfang des Jahres gibt es im offiziellen FM-Board sogenannte Managerstory-Wahlen. Hier wählt die Community die beste Story des Monats. Die Wahlen wurden aber wegen Streitigkeiten inzwischen eingestellt und auf einer unabhängigen Plattform weitergeführt.

## Kritik
Obwohl die meisten Teile der Spiele sowohl von Fachpresse als auch von der Kundschaft durchwegs sehr gut bewertet wurden, gibt es dennoch ein hohes Kritikpotenzial. Vor allem die rigide Geschäftspolitik von EA Sports steht in deren Mittelpunkt. So durfte zum Beispiel der international erfolgreichere Football Manager in Deutschland auf Grund von Exklusivlizenzen, die sich im Besitz von EA Sports befanden, nicht vertrieben werden.
Die jährlichen Nachfolger der Serie unterschieden sich spielerisch meist nur marginal vom Vorgänger, wurden allerdings zum Vollpreis verkauft. Zum Erscheinungstermin wies jedes Spiel der Serie gröbere Fehler auf, welche durch EA beziehungsweise Bright Future größtenteils durch Patches bereinigt wurden. Für die Version 2007 wurden als Präventivmaßnahme 70 Spieletester mit einer Testversion ausgestattet. Auch die innerdeutsche Testabteilung wurde reaktiviert. Ebenfalls wurde kritisch geäußert, dass Fehler vergangener Teile nicht behoben beziehungsweise in den neuesten Ausgaben übernommen und durch neue Programmierfehler ergänzt worden sind.
Bei Rechnern, die nicht mehr auf dem neuesten Stand der Zeit sind, läuft das Spiel, je nach Anzahl der berechneten Ligen, teils sehr langsam und beansprucht so einen großen Zeitaufwand. Seit dem Fußball Manager 2007: Verlängerung arbeitete Bright Future nach offiziellen Angaben daran, die Berechnungsabläufe zu optimieren und so die benötigte Zeit mitunter deutlich zu senken. Bei der Auswahl der Ligen wird zudem angezeigt, inwieweit der Computer voraussichtlich ausgelastet sein wird.
Weitere Kritikpunkte bezogen sich auf die teilweise nicht nachvollziehbaren Auswirkungen der Spielmechaniken (taktische Vorgaben z. B. werden oftmals nicht oder nur eingeschränkt von der trainierten Mannschaft umgesetzt oder es kommt vor, dass sich verletzte Spieler über mangelnde Einsatzzeiten beschweren). Insbesondere in den letzten Teilen der Reihe entstand manchmal der Eindruck, dass neue Spielfunktionen keine signifikanten Auswirkungen auf das Spielgeschehen haben, also nur unzureichend programmiert wurden. Auch die KI handelt nicht immer logisch, so kommt es bisweilen vor, dass computergesteuerte Vereine beispielsweise ihren Kader so stark verkleinern, dass sie schließlich dazu gezwungen sind, Jugendspieler in der ersten Mannschaft einzusetzen.